# Đèo Le
Đèo Le là đèo trên đường tỉnh 611 ở huyện Quế Sơn tỉnh Quảng Nam, Việt Nam .

## Vị trí
Đèo Le trên đường tỉnh 611 ở vùng giáp ranh xã Sơn Viên và Quế Lộc huyện Nông Sơn. Đèo cách ngã ba Hương An trên Quốc lộ 1 hơn 30 km về phía tây.
Đèo dài chừng 7 km, chạy qua núi Hòn Tàu, có độ cao 500 m. Sườn núi dốc, hiểm trở, vực sâu, đá lởm chởm nên thích hợp cho những người ưa phiêu lưu mạo hiểm và thích khám phá .